# 心 (可苦可樂單曲)
《心》是可苦可樂的第28張CD單曲。於2017年5月24日由Warner Music Japan發行。

## 簡介
前作《未來》之後約1年5個月發行。
音樂錄影帶中有舞者NAOTO(EXILE/三代目J Soul Brothers)參與演出。
初回限定盤以DVD收錄2016年舉辨的Acoustic Premium Live。

## 收錄曲
全作詞・作曲：小淵健太郎；編曲：可苦可樂
1. 心
電影《不幹了！我開除了黑心公司》主題曲[3]
2. HELLO, NEW DAY
九州朝日放送第45回 RIZAP KBC奧古斯塔高爾夫錦標賽主題曲
3. LIFE
4. 心 （Instrumental）
5. HELLO, NEW DAY （Instrumental）
6. LIFE （Instrumental）

初回限定盤DVD “Ghana Presents 可苦可樂 Acoustic Premium Live@豊洲PIT 2016.08.01”（日语：Ghana Presents コブクロ アコースティック プレミアムライブ@豊洲PIT 2016.08.01）
1. 街頭的主題（ストリートのテーマ）
2. 彩虹
3. MC
4. 你的顏色（君色）
5. Rising
6. MC
7. tOKi meki
8. 來到我身邊（そばにおいで）
9. MC
10. hana
11. 風見雞（風見鶏）
12. MC
13. 未來
14. Encore MC
15. 一首來自兩顆心的歌（One Song From Two Hearts）
16. MC
17. ANSWER

## 外部連結
- 心 初回限定盤 （页面存档备份，存于）
- 心 通常盤 （页面存档备份，存于）